# G.I. Joe's 200 2002
G.I. Joe's 200 2002 var den sjätte deltävlingen i CART World Series 2002. Racet kördes den 16 juni på Portland International Raceway utanför Portland, Oregon. Cristiano da Matta vann från pole position, och med hans tredje seger för säsongen drog han ifrån till en 20 poängs ledning över racets tvåa Bruno Junqueira.

## Slutresultat
| Plats | Förare               | Team                | Grid | Kvaltid  |
| ----- | -------------------- | ------------------- | ---- | -------- |
| 1     | Cristiano da Matta   | Newman/Haas Racing  | 1    | 58,679   |
| 2     | Bruno Junqueira      | Chip Ganassi Racing | 3    | 59,026   |
| 3     | Dario Franchitti     | Team KOOL Green     | 7    | 59,365   |
| 4     | Townsend Bell        | Patrick Racing      | 6    | 59,226   |
| 5     | Patrick Carpentier   | Forsythe Racing     | 13   | 59,600   |
| 6     | Michel Jourdain Jr.  | Team Rahal          | 17   | 59,978   |
| 7     | Scott Dixon          | Chip Ganassi Racing | 11   | 59,479   |
| 8     | Michael Andretti     | Team Motorola       | 12   | 59,484   |
| 9     | Tony Kanaan          | Mo Nunn Racing      | 14   | 59,629   |
| 10    | Mario Domínguez      | Herdez Competition  | 18   | 1.00,583 |
| 11    | Shinji Nakano        | Fernández Racing    | 16   | 59,888   |
| 12    | Alex Tagliani        | Forsythe Racing     | 4    | 59,185   |
| 13    | Christian Fittipaldi | Newman/Haas Racing  | 5    | 59,215   |
| 14    | Adrián Fernández     | Fernández Racing    | 15   | 59,650   |
| 15    | Kenny Bräck          | Chip Ganassi Racing | 2    | 58,963   |
| 16    | Jimmy Vasser         | Team Rahal          | 10   | 59,455   |
| 17    | Paul Tracy           | Team KOOL Green     | 9    | 59,454   |
| 18    | Tora Takagi          | Walker Racing       | 8    | 59,398   |